# Wolfgang Julius (Hohenlohe-Neuenstein)

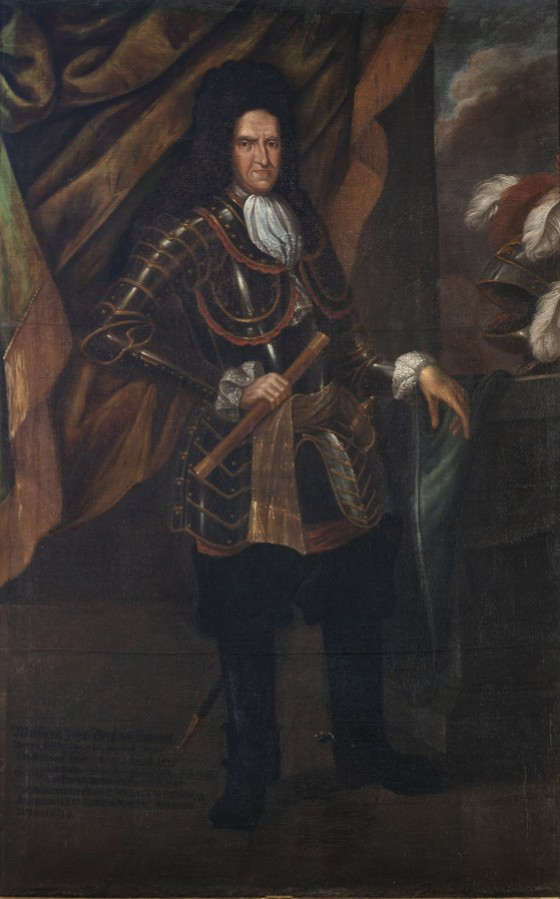
Wolfgang Julius von Hohenlohe-Neuenstein, Gemälde von Peter Franz Tassaert im Rittersaal des Schlosses in Weikersheim

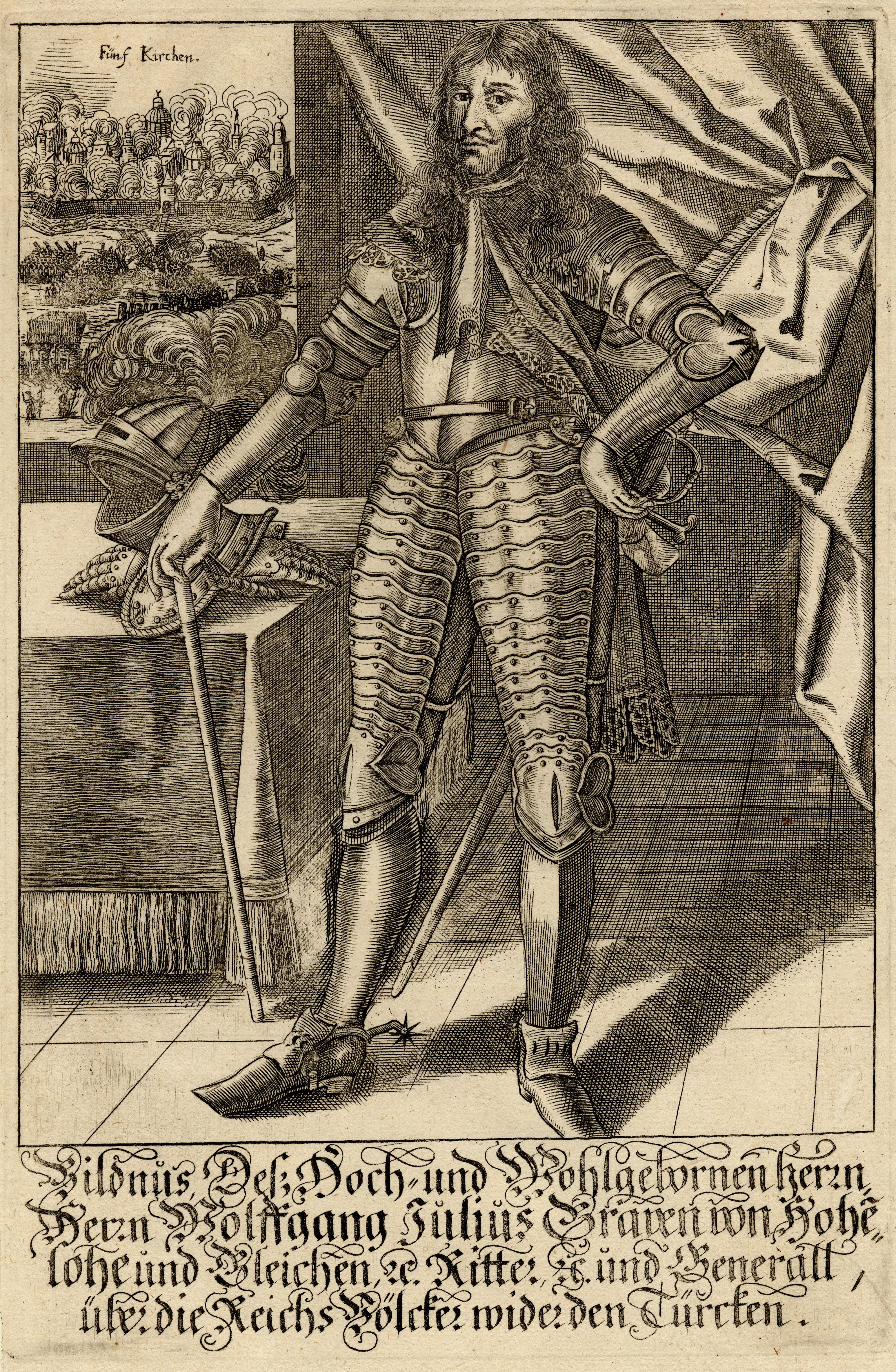
Wolfgang Julius von Hohenlohe-Neuenstein

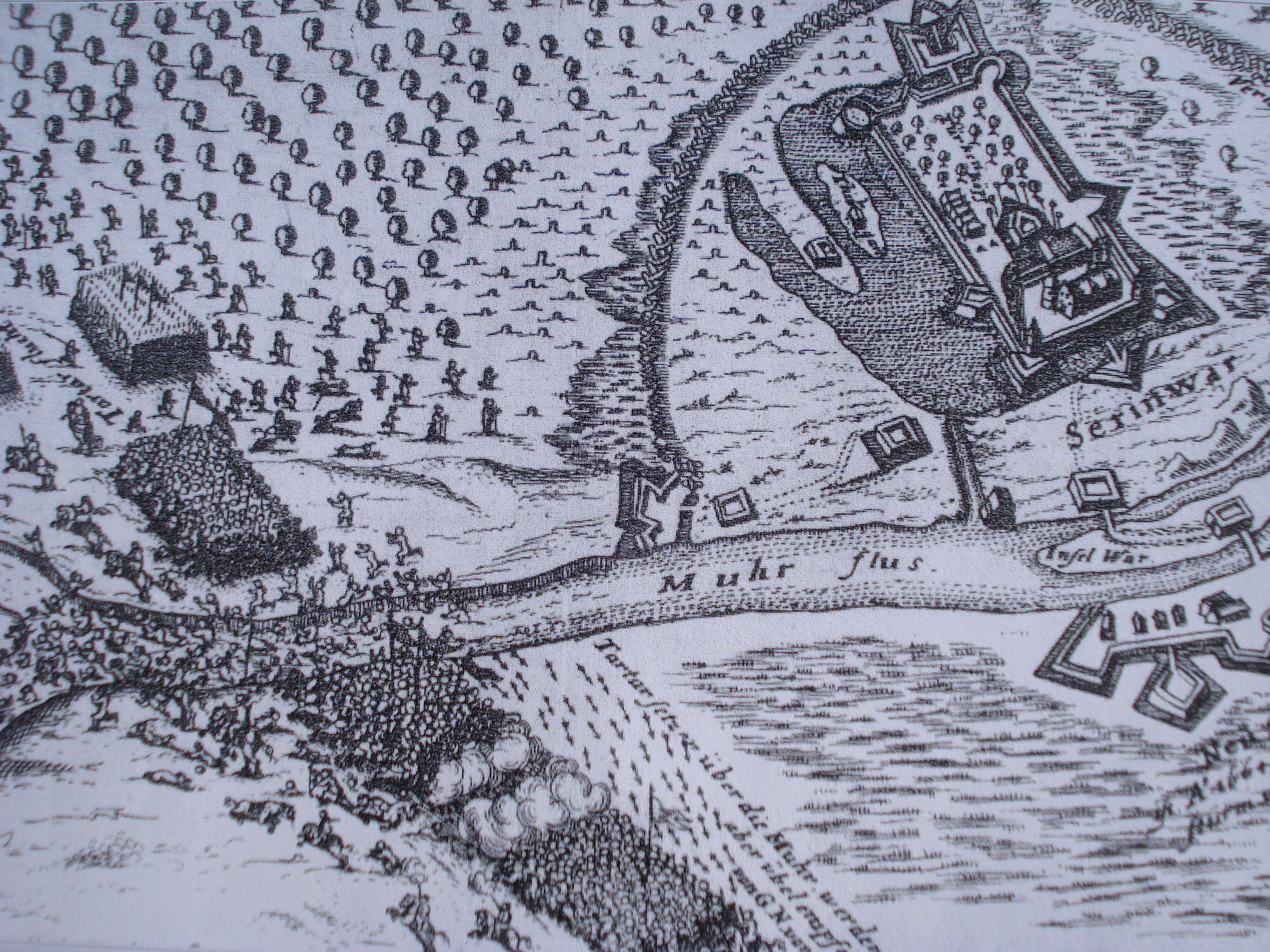
Zusammen mit Nikolaus Zrinski war Hohenlohe der Befehlshaber bei der Belagerung von Neu-Zrin im Norden Kroatiens

Wolfgang Julius von Hohenlohe-Neuenstein (* 3. August 1622 in Neuenstein; † 26. Dezember 1698 ebenda) war ein deutscher Generalfeldmarschall und der letzte Graf von Hohenlohe-Neuenstein. 

## Herkunft
Er war der Sohn von Kraft von Hohenlohe-Neuenstein (* 14. November 1582 in Langenburg; † 11. September 1641 in Regensburg) und Sophie von Birkenfeld (* 29. März 1593 in Ansbach; † 16. November 1676 in Neuenstein).

## Leben
Sein Studium an der Universität Tübingen musste er vorzeitig beenden. Während des Dreißigjährigen Krieges war die Familie von Hohenlohe nach Ohrdruf geflohen und war zeitweise auch in Worms und Straßburg anzutreffen. 1637 wurde der 15-jährige von einer Patrouille gestellt und durch einen Streifschuss im Gesicht verletzt. 1641 eilte er zum Reichstag nach Regensburg, wo sein Vater nach einem Schlaganfall im Sterben lag. Er konnte ihn nur tot nach Hause bringen. 
1643 ging er auf seine Kavalierstour nach Frankreich. Um Geld zu verdienen, trat er inkognito als einfacher Reiter in das Regiment des französischen Marschalls Rantzau ein. Er gab sich, nachdem er Führer einer Eskadron geworden war, als Mitglied des Hauses Hohenlohe zu erkennen und wurde vom Herzog von Orleans als Oberst an die Spitze eines Regiments deutscher Reiter gestellt. Er erwarb die Gunst von dessen Tochter, der Herzogin von Montpensier, die allgemein als  La Grande Mademoiselle bekannt war. Anfangs stand der Herzog von Orleans auf Seiten der Hofpartei, wechselte aber dann im Bürgerkrieg der Fronde zur Adelspartei des Prinzen von Condé. Unter dessen Führung geriet Wolfgang Julius in Intrigen und wollte sich schließlich unerlaubt von der Truppe entfernen, was ihm sieben Monate Festungshaft in Antwerpen einbrachte.
Erst 1657 konnte er nach Fürsprache einiger deutscher Fürsten nach Hause zurückkehren. Dort wurde er Generalleutnant der Truppen des Rheinbundes, die zur Abwehr der Türken auf dem Balkan aufgestellt wurden. Wolfgang Julius wurde in die Steiermark verlegt. 
1658 war er bei der Kaiserwahl in Frankfurt anwesend. In seiner Funktion als General der Rheinbundtruppen empfing ihn 1662 auch König Ludwig XIV. von Frankreich persönlich und er traf dabei seine einstige Gönnerin, die Herzogin von Montpensier, die ihm nun für seine geleisteten Dienste bei der französischen Armee eine Pension von jährlich 1000 Reichstalern anwies. Diese Pension wurde ihm jedoch nur acht Jahre lang ausbezahlt.  
1663 zog Wolfgang Julius mit etwa 6.500 Mann Allianztruppen in den Türkenkrieg. Ab 1664 kämpfte er unter anderem mit den Brüdern Nikolaus und Petar Zrinski in Kroatien und Ungarn. Er zeichnete sich bei den Belagerungen von Fünfkirchen und Neu-Zrin (Neuserin) aus, die beide fehlschlugen, da man sich im Heer nicht einig war.
Nach der erfolgreichen Schlacht bei Mogersdorf am 1. August 1664 wurde er Generalfeldmarschall und kehrte mit 800 von ursprünglich 6.500 Mann nach Hohenlohe zurück. Er kaufte sich die Herrschaft Wilhermsdorf bei Nürnberg. Dort erlaubte er jüdischen Druckern die Herstellung religiöser Schriften, um seiner Papiermühle den Absatz zu sichern, 1669 dem Prager Drucker Isaak ben Jehuda Löb Kohn, auch Isaak Jüdel genannt.

## Familie
Er war zweimal verheiratet. Am 25. August 1666 heiratete er Sophie Eleonore von Schleswig-Holstein-Sonderburg-Plön (* 1. August 1644 in Plön; † 22. Januar 1688/89 in Neuenstein), Tochter von Joachim Ernst von Holstein-Sonderburg-Plön (1622–1671).
Nach ihrem Tod heiratete er am 4. September 1689 in Wilhermsdorf die Gräfin Franziska Barbara von Welz (* 4. August 1666; † 3. April 1718 in Wilhermsdorf), die Hofdame seiner ersten Gattin gewesen war. Da beide Ehen kinderlos blieben, fiel das Erbe an seinen Bruder Johann Friedrich I. von Hohenlohe-Öhringen.
Seine Witwe heiratete später Philipp Ernst zu Hohenlohe-Waldenburg-Schillingsfürst (1663–1759).

## Einzelbelege
1. ↑  http://www.rijo.homepage.t-online.de/pdf/DE_BY_JU_wdf_drucke.pdf
2. ↑  W. Kohlhammer: Schwäbische Lebensbilder, Band 6, 1957, S. 124. Archiv für hohenlohische Geschichte, Band 1, herausgegeben von Joseph Albrecht, 1860, S. 14.

| Personendaten    | Personendaten                                                            |
| ---------------- | ------------------------------------------------------------------------ |
| NAME             | Wolfgang Julius                                                          |
| ALTERNATIVNAMEN  | Hohenlohe-Neuenstein, Wolfgang Julius von (vollständiger Name)           |
| KURZBESCHREIBUNG | deutscher Generalfeldmarschall und letzter Graf von Hohenlohe-Neuenstein |
| GEBURTSDATUM     | 3. August 1622                                                           |
| GEBURTSORT       | Neuenstein                                                               |
| STERBEDATUM      | 26. Dezember 1698                                                        |
| STERBEORT        | Neuenstein                                                               |